# RSM International
RSM International jest działającą globalnie siecią niezależnych firm doradczych i audytorskich,
która posiada biura w 120 krajach oraz zatrudnia łącznie blisko 65 000 osób i jest szóstą pod względem wielkości organizacją działającą w tej branży.
W 2024 roku jej łączne przychody osiągnęły poziom 10 mld USD i zdobyła nagrody Client Choice Awards, otrzymując tytuły „Best Accounting & Consulting Services Firm”, „Best Professional Services Firm” oraz „Best Provider of ESG Services: Accounting & Consulting Services” w kategorii „firmy o przychodach przekraczających 200 mln USD”.

## Historia
Sieć RSM powstała w 1964 roku – pierwotnie pod nazwą LHBD, złożoną z pierwszych liter tworzących ją podmiotów – w wyniku zawiązania współpracy pomiędzy trzema firmami świadczącymi usługi z zakresu badania sprawozdań finansowych i doradztwa podatkowego: Lasser ze Stanów Zjednoczonych, Harmood Banner z Wielkiej Brytanii i Dunwoody z Kanady. Ich celem była ścisła kooperacja na międzynarodowym poziomie i wzajemna pomoc przy pozyskiwaniu nowych klientów z innych państw.
Współpraca w ramach tak stworzonej sieci zawsze była bardzo elastyczna, a poszczególne firmy działały w dużej mierze niezależnie i nie były mocno związane ze sobą, co sprawiło, że w latach 1964–1993, w wyniku rotacji jej członków, zaistniały aż cztery wersje tej organizacji. Za każdym razem zmiana struktury prowadziła też do zmiany nazwy sieci – w taki sposób, aby odzwierciedlała ona jej aktualny skład:
- LHBD – Lasser, Harmood Banner i Dunwoody (1964-1974);
- LRRD – Lasser, Robson Rhodes i Dunwoody (1974-1979);
- DRM – Dunwoody, Robson Rhodes i McGladrey & Pullen (1979-1993);
- RSM – Robson Rhodes, Salustro & Associates i McGladrey & Pullen (1993 do dziś)[7].

Częste zmiany nazwy spowodowane były niepewnością, czy zebranie wszystkich podmiotów pod jedną globalną marką jest dobrym pomysłem. Należące do sieci firmy były bowiem rozpoznawalnymi na lokalnych rynkach biznesami, z wypracowaną przez lata reputacją oraz historią działalności sięgającą nawet początków I połowy XX wieku i nie chciały podejmować drastycznych zmian wizerunkowych mogących zaszkodzić ich krajowym interesom. Istotnym czynnikiem był szczególnie fakt, że – choć dzięki globalnej współpracy międzynarodowe dochody należących do sieci firm wciąż rosły – większość zysków nadal generowały usługi świadczone lokalnie.
Przełom nastąpił w 1993 roku. Przed wprowadzaniem kolejnego skrótu – tym razem „RSM” – sieć zdążyła znacząco się rozrosnąć i składała się już nie tylko z dużych firm „założycielskich”, ale też szeregu mniejszych podmiotów. Mając to na uwadze uzgodniono ostatecznie, że nazwa sieci nigdy więcej nie zostanie zmieniona. Za podjęciem tej decyzji stała chęć stworzenia trwałej i symbolizującej wspólną wizję marki, z którą mogliby identyfikować się wszyscy członkowie organizacji, a nie tylko ci najwięksi, których pierwsze litery znalazły się w nowej nazwie. Sieć konsekwentnie wytrwała przy tym postanowieniu i pozostała przy swojej nazwie nawet mimo tego, że firmy Salustro & Associates i Robson Rhodes opuściły RSM zaledwie kilka lat później.

### Struktura RSM
Właścicielem marki RSM jest RSM International Association (a sama sieć jest zarządzana przez RSM International Limited), ale każdy jej członek jest prawnie odrębną i niezależną firmą.
Każda firma członkowska, aby dołączyć do organizacji, musi spełnić szereg określonych przez międzynarodowy zarząd RSM International wymogów względem jakości i zakresu świadczonych usług. Dołączające do RSM podmioty zgadzają się na stosowanie globalnych sieciowych polityk w zakresie przeprowadzania kontroli jakości, wdrażania zasad etyki i niezależności oraz prowadzenia regularnych inspekcji zgodnie z obowiązującymi międzynarodowymi standardami.
Firmy członkowskie realizują także roczny program inspekcji wewnętrznych, który podlega globalnie skoordynowanej wewnętrznej kontroli, przeprowadzanej co najmniej raz na trzy lata.

## RSM w Polsce
Zespół RSM Poland liczy blisko 300 osób, a biura firmy zlokalizowane są aktualnie w czterech miastach – w Poznaniu, Warszawie, Katowicach i Szczecinie. W ramach świadczonych usług RSM Poland przeprowadza co roku audyty aktywów o wartości ponad 2,5 mld EUR, księguje ponad 200 000 faktur, sporządza listy płac dla blisko 50 000 osób oraz uczestniczy w składaniu około 12 000 deklaracji podatkowych. Firma jest akredytowanym pracodawcą ACCA i prowadzona jest przez 12 Partnerów, a aktualnym prezesem jej zarządu jest Bartosz Miłaszewski.

### Historia RSM Poland
Zanim firma RSM Poland dołączyła do globalnej sieci (i zmieniła swoją nazwę na obecnie funkcjonującą) działała w Poznaniu jako Biuro Prawno-Podatkowe KZWS.
W związku z rozwojem firmy, w 1996 roku wyodrębniły się z niej dwa niezależnie działające podmioty: Kancelaria Prawna oraz Spółka Doradztwa Podatkowego Spółka Akcyjna. Dalsza segmentacja działalności nastąpiła w 2004 roku, kiedy ze struktur wydzielona została również część konsultingowa w formie Europejskiego Doradztwa Gospodarczego Spółki Akcyjnej. Uzupełnienie oferty o usługi audytorskie nastąpiło na początku 2005 roku, wraz z powstaniem Spółki Audytorskiej.
W połowie 2009 roku, po trwającym ponad pół roku procesie due diligence, KZWS została jedyną w Polsce firmą członkowską RSM International, a pod koniec 2015 roku, w związku z globalnym rebrandingiem całej sieci RSM, firma ostatecznie zmieniła nazwę na „RSM Poland”. Rozwój nie ograniczył się wyłącznie do zmian wizerunkowych – w 2012 roku firma przejęła Baltic Accountants & Consultants, powiększając w ten sposób swój oddział w Warszawie, w 2017 roku, dzięki akwizycji największej w owym czasie w województwie zachodniopomorskim grupy doradczo-księgowej Poncyljusz i Radź zaczęła działać w Szczecinie, a w pierwszych dniach czerwca 2019 roku sfinalizowała zakup Denzel Polska, biura rachunkowego działającego na rynku usług doradczych w Katowicach.

### Usługi świadczone przez RSM w Polsce
RSM Poland świadczy usługi z zakresu:
- Księgowości,
- Kadr i płac,
- Doradztwa podatkowego,
- Audytu,
- Cen transferowych,
- Usług korporacyjnych,
- Doradztwa transakcyjnego,
- Zarządzania ryzykiem,
- IT consultingu,
- Due dilligence.

W strukturach RSM Poland działa również interdyscyplinarny niemieckojęzyczny zespół German Desk.
W 2017 roku firma rozpoczęła intensywny rozwój działu ITC i została partnerem strategicznym Oracle, wprowadzając do oferty usługi wsparcia dla systemów informatycznych ERP NetSuite. Ścisłą współpracę z amerykańskim dostawcą rozwiązań chmurowych potwierdził uzyskany w 2018 roku tytuł NetSuite Alliance Partner; dzięki tej nieustającej kooperacji RSM Poland od 2021 roku jest największym Partnerem Oracle NetSuite w Polsce.